# チップマウンター

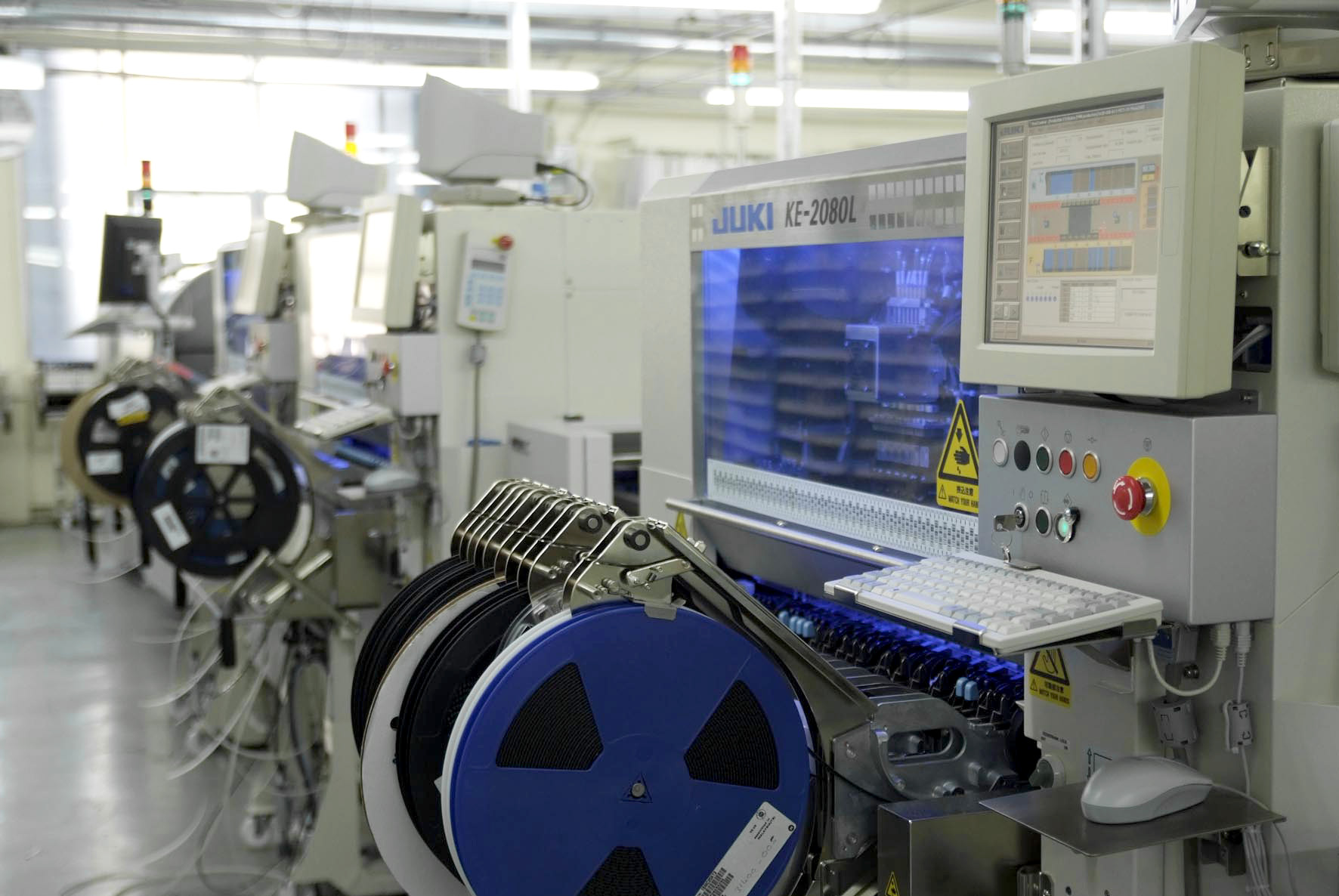
チップマウンターの外観

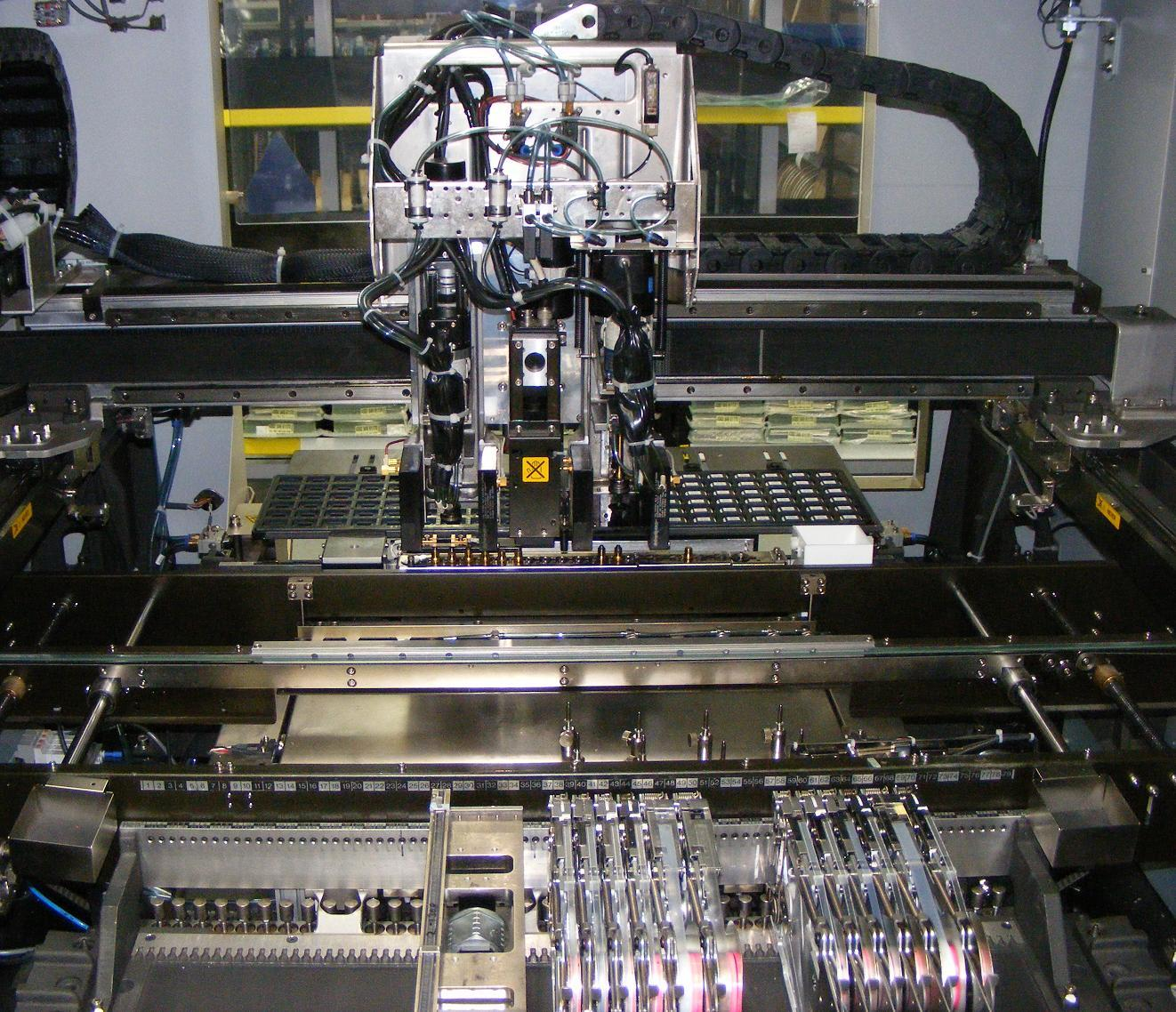
チップマウンターの内部
（例：JUKI）

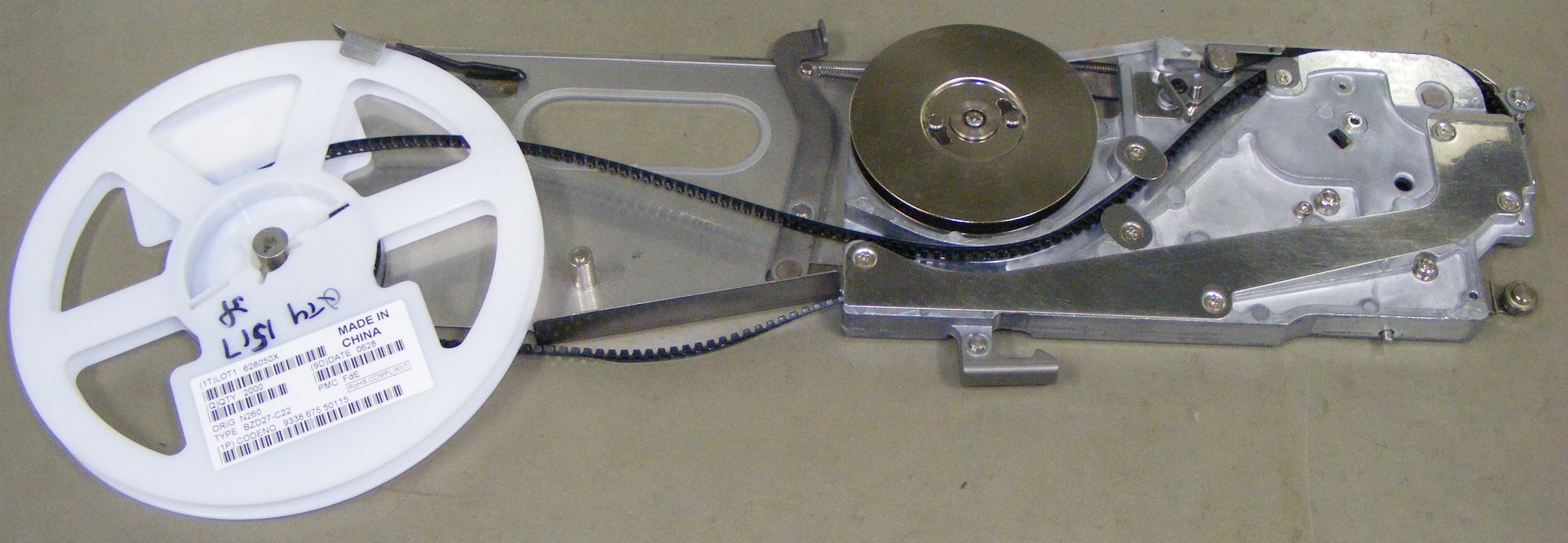
電子部品の供給装置
（例：JUKI）

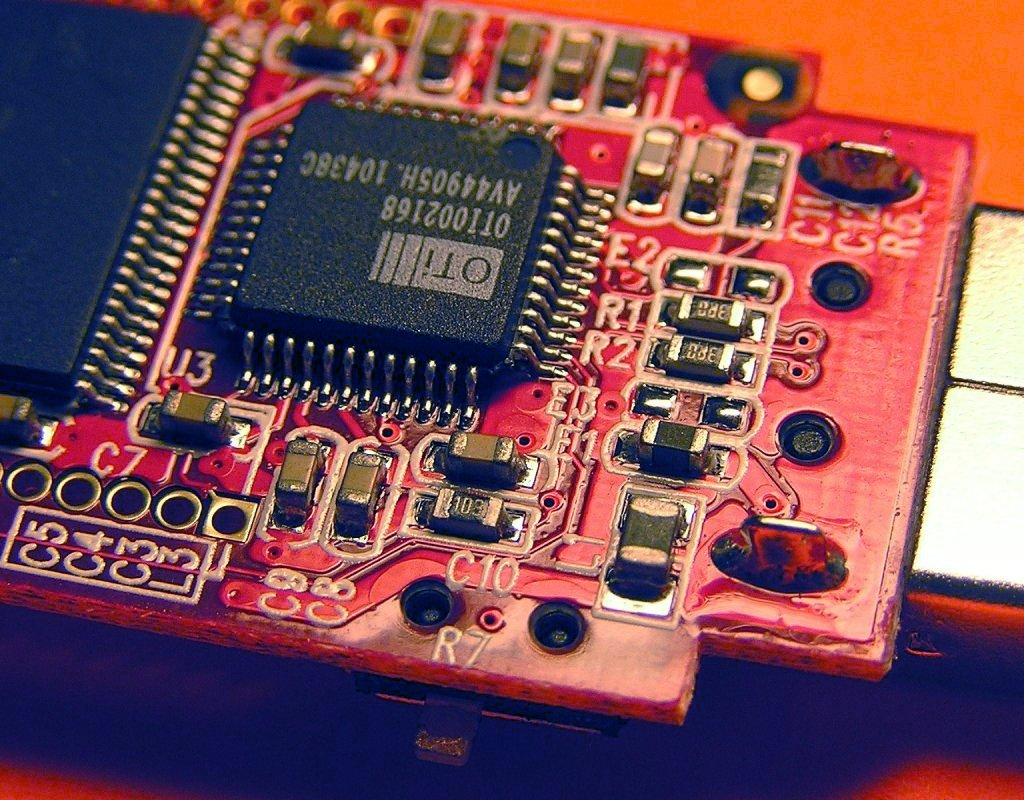
マウントされた部品の例

チップマウンターとは電子部品をプリント基板に配置する装置である。表面実装機(Surface Mounter)とも呼ばれる。

## 概要
表面実装タイプの電子部品は、はんだ付けの前にプリント基板の表面に電子部品を配置する必要がある。この工程を担当する装置がチップマウンターである。
チップ型の電子部品はリール状にまとめたもので、テープフィーダーと呼ばれる専用の供給装置にセットして自動供給する。また、QFP等の大型部品は専用のトレイに入れられており、それをトレイ供給装置にセットして自動供給する。
はんだ工程の種類により、実装前の処理が異なる。通常はクリームはんだ印刷機と「メタルマスク」と呼ばれるマスクを用いて、プリント基板のランドにクリームはんだを塗った状態で電子部品を配置する。場合によっては、電子部品を接着剤で固定するためにディスペンサと呼ばれる装置での前処理が必要となる。
世界シェアは①パナソニック(30％、国内45％)、②FUJI(15％、国内30％)、③シーメンス(15％)、④ヤマハ発動機(10％)であり、パナソニックの1968年以来の首位が続いている業界である。

## 仕組み
基本的には供給装置から供給された部品を装置のノズルが吸着し、それを基板の目的の場所へ搭載（マウント）するという流れである。この時、部品の搭載精度を高めるために専用の部品認識カメラで測定して補正を行っている（一部メーカーは部品にレーザーを当てて測定している）。

## 種類
チップマウンターは、ロータリーマウンターと、モジュラーマウンターとに分かれる。前者が旧型、後者が新型であり、主に微小チップを高速に搭載、様々な部品に対応する。
かつてはロータリーヘッドにより部品の吸着と搭載を同時に行うことができるロータリーマウンターが圧倒的に速かったが、最近はコンパクトであるが搭載速度が遅かったモジュラーマウンターが各メーカーの工夫により高速化されたため、ロータリーマウンターのシェアは下がり（シーメンスのみ）、昨今ではマウンターと言えばモジュラーマウンターを指すまでに一般化している。ロータリーマウンターは搭載速度装置が非常に大型になり設置作業も大変であった。

## 日本での主な製造メーカー
- パナソニック
- FUJI
- シーメンス

→ここまでを大手3社と呼ぶ。
- ヤマハ発動機 IMカンパニー
- アイパルス（ヤマハ発動機により吸収合併）

→ここまでを大手4社（吸収合併前は大手5社）と呼ぶ。
- JUKI
- ソニーマニュファクチュアリングシステムズ（JUKIにより吸収合併）
- マイクロニック・マイデータ
- ハンファテックウィン（ハンファグループ）
- 山形カシオ（カシオ計算機の子会社、撤退）
- 株式会社ルネサス東日本セミコンダクタ（撤退）